# Еврейский терроризм в XX веке

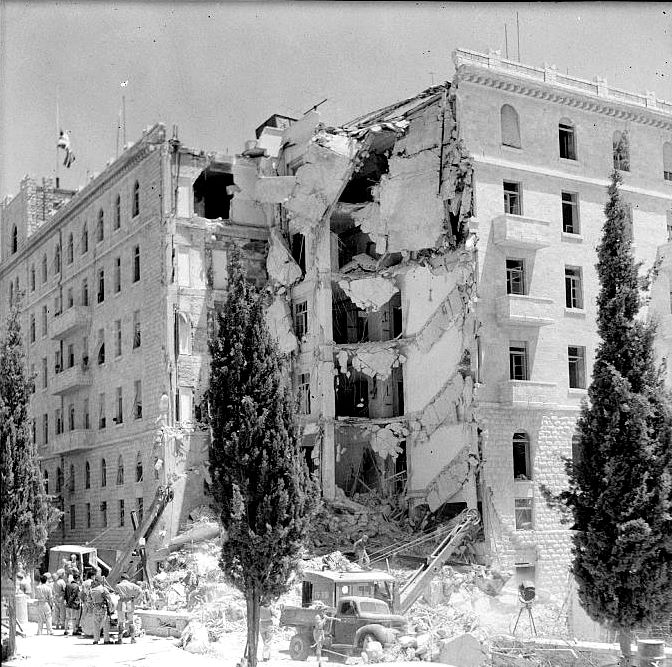
Обрушения в гостинице «Царь Давид» в результате взрыва, устроенного Иргуном

Еврейский терроризм — акты насильственных действий, совершавшихся евреями на территории Подмандатной Палестины, Израиля и других государств и стран.

## История

### Первая половина XX века

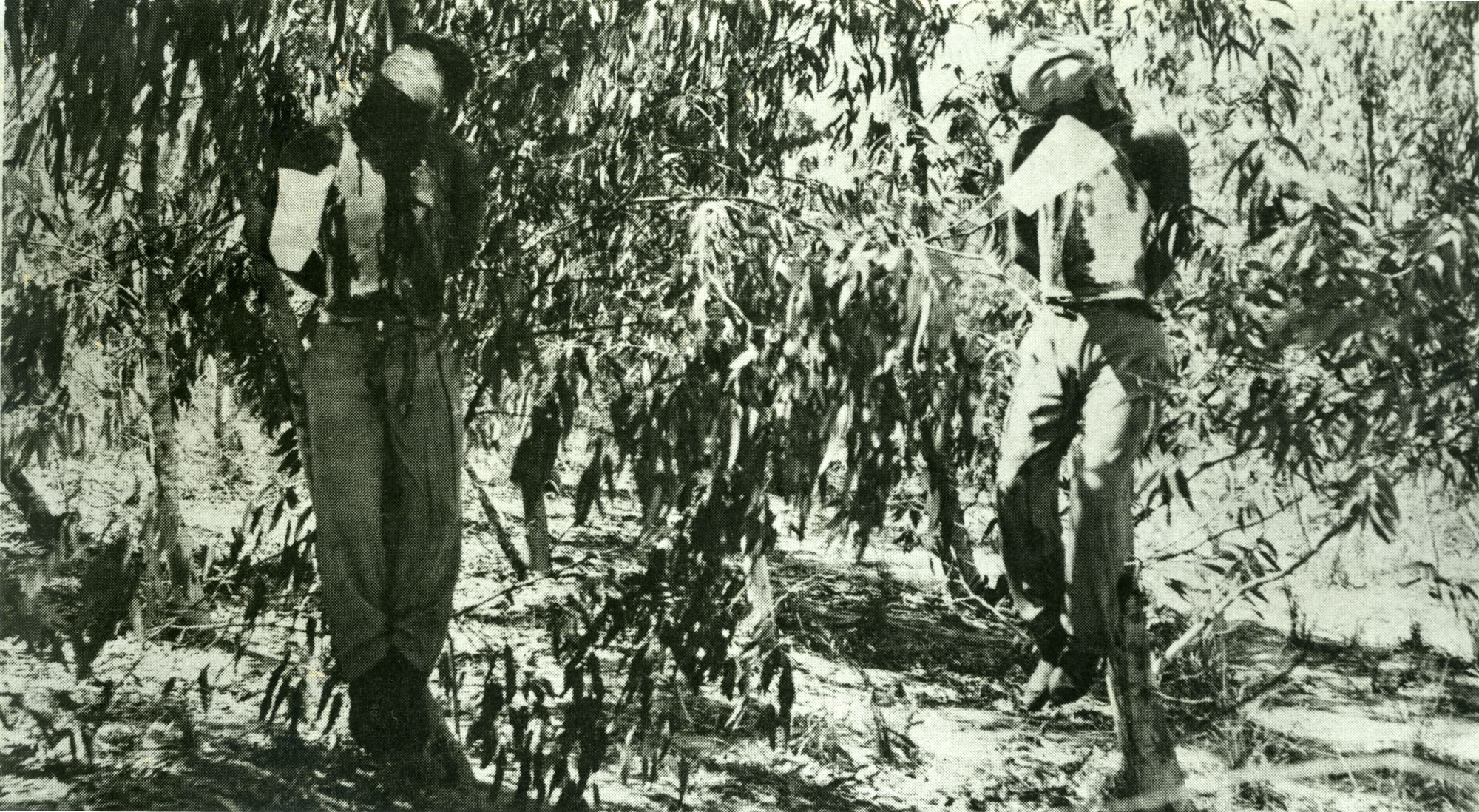
Повешенные тела убитых боевиками Иргуна сержантов британской армии, 29 июля 1947 года

Современный еврейский терроризм на территории Израиля оформился в 1930—1940-е годы в процессе борьбы еврейской общины за обретение политической независимости и за национальный суверенитет Израиля. Несмотря на заверения лорда Бальфура в адрес лидеров сионистского движения, реальная политика Великобритании того времени сильно отличалась от декларируемой. Наибольшее возмущение евреев вызывали введённые Британией квоты на еврейскую иммиграцию, ограничения на продажу земли евреям, а также предпочтения, отдаваемые властями более многочисленному арабскому населению.
В 1931 году часть членов подпольной еврейской организации «Хаганы», не поддерживавшие политику «сдержанности» руководства ишува, откололась от «Хаганы» и основала организацию «Иргун», способную, по их мнению, дать адекватный ответ арабским нападениям и терактам. После того, как в первые дни восстания 1936 года было убито 85 евреев, руководство «Иргуна» решило применить свой вариант принципа «Око за око» в виде ответных операций против арабского насилия, так, «чтобы форма возмездия или его место должны были соответствовать нападению, которое вызвало её». Поэтому, немалая часть атак Иргуна использовала такую же тактику арабских террористов и не делала различия между вооружённым противником и мирным населением. В 1940 году, после начала Второй мировой войны, была создана организация «ЛЕХИ».
Использование террористических методов против арабов и британских властей организации «Иргун» и «ЛЕХИ» объясняли необходимостью борьбы с арабским террором, давления на Великобританию с тем, чтобы она отменила ограничения на иммиграцию евреев в Палестину с учётом массового уничтожения евреев в Европе, а также создание независимого еврейского государства на территории Британского мандата в Палестине. По воспоминаниям У. Черчилля, только самоотверженная борьба двух боевых и массовых организаций еврейского сопротивления в Палестине «Эцель» и «Лехи» в период с 1940 по 1945 годы заставила британское правительство ограничить своё дальнейшее пребывание в Палестине. В результате после середины мая 1948 года Британский мандат на Палестину не был продлен, а вопрос о дальнейшей судьбе Палестины был вынесен Великобританией в ноябре 1947 года на решение организации ООН.
Среди наиболее громких терактов того времени взрыв в гостинице «Царь Давид», взрыв гостиницы «Семирамис», похищение и убийство двух сержантов британской армии, убийство лорда Мойна и Фольке Бернадота, резня в Дейр-Ясине. Также организовывались покушения на Эвелина Баркера, командовавшего английскими войсками в Палестине в 1946—1947 гг. и на его преемника Гордона МакМиллана (1947—1948).
Согласно источникам, приведённым в статье Список терактов Иргуна, за время арабского восстания 1930-х годов, в результате терактов погибло более 250 человек, с 1944 года и до начала Арабо-израильской войны (1947—1949) — погибло 100 человек.
Действия еврейских террористов не ограничивались территорией Палестины, ими было взорвано посольство Великобритании в Риме. По данным британской разведки Иргун осуществлял также подготовку терактов против британских политических деятелей на территории Великобритании. По данным ФБР в США действовала ячейка Иргун, поддерживавшая действия террористов в Палестине. В прессе также появлялись сообщения о подготовке еврейскими террористами убийства Конрада Аденауэра в 1952 году.
По данным ЦРУ, еврейские организации «Иргун» и «ЛЕХИ» поддерживал Советский Союз, поставляя им оружие и оказывая финансовую помощь. ЦРУ также считало, что в «Иргун», «ЛЕХИ» и, в меньшей степени, в «Хагану», советские спецслужбы внедрили своих агентов. В то же время, несмотря на поддержку, которую СССР, возможно, оказывал Иргуну, советские власти открыто называли эту организацию террористической.

### Конец XX — начало XXI века
После образования государства Израиль большинство террористических актов совершались крайне правыми религиозными евреями, недовольными политикой официальных властей в отношении палестинских арабов. Наиболее часто такие теракты совершаются одиночками, например, расстрел 29 арабов в Пещере Патриархов Барухом Гольштейном (25 февраля 1994 года) или теракт в автобусе, совершенный (4 августа 2005) года израильским дезертиром Эден Натан-Зада.
Первым евреем в истории Израиля, осужденным за членство в террористической организации[уточнить], стал в 1948 году Натан Елин-Мор.
Шахар Двир Зелингер был осуждён за убийство семи арабов и попытку подложить взрывные устройства возле арабских учебных заведений в Иерусалиме, также суд установил причастность Зелингера к террористической организации «Подполье Бат-Айн». Журналист Амир Орен («Хаарец») считает, что акции таких одиночек могут угрожать государству Израиль не меньше, чем арабские террористы.
Самым известным политическим убийством, совершенным правым евреем, стало убийство премьер-министра Израиля Ицхака Рабина в 1995 году.
В 2005 году арабские депутаты Кнессета внесли на рассмотрение своих коллег проект поправки к закону о статусе пострадавших в терактах с целью признания пострадавшими в терактах не только «пострадавших в результате враждебных действий организаций, враждебных по отношению к Израилю», но и любых «пострадавших в результате враждебных действий членов террористических организаций», подразумевая арабов, погибших в результате терактов, совершенных евреями.

## Список еврейских организаций, признанных террористическими
В настоящее время ни одна из приведённых ниже организаций официально не действует.
| Название                                      | Дата      | Комментарии |
| --------------------------------------------- | --------- | --- |
| Иргун                                         | 1931—1948 | Отмечалась британской прессой как террористическая. |
| Лехи                                          | 1940—1948 | Один из её руководителей, Н. Елин-Мор, был осужден израильским судом за убийство графа Бернадота. |
| Брит ха-канаим                                | 1950—1953 | Праворадикальная экстремистская организация, боровшаяся за установление в Израиле теократического государства. |
| Ха-махтерет ха-йегудит («Еврейское подполье») | 1979—1984 | Подпольная группа, созданная членами движения «Гуш Эмуним», совершившая несколько терактов против арабов. Члены группы планировали нападение с целью подрыва мечети Аль-Акса и Купола Скалы на Храмовой горе, но были арестованы и получили различные сроки заключения. |
| Малхут Исраэль                                | 1950-1958 | Группировка совершала нападения на дипломатические миссии Советского Союза и Чехословакии в знак протеста против антисемитской политики этих стран, такой как процесс над Сланским и дело врачей. Она также намеревалась устранить тогдашнего канцлера Западной Германии Конрада Аденауэра. Письмо со взрывчаткой, направленное в его резиденцию, было перехвачено службой безопасности. |